# 毓岐
奉恩鎮國公毓岐（1883年10月1日—1916年3月10日），追封貝子載桓孫，閒散宗室溥頤第五子，母妾陳氏，其父為陳鳳昌，儀親王系第六代。
他在光緒九年九月（1883年）出生，光緒二十八年十月（1901年）接替兄長成為儀親王第六代，但因為儀親王並非世襲罔替的爵位，因此他的封爵只是奉恩鎮國公。
民國六年二月（1916年），他去世，虛齡三十五岁，由長子恆鉞襲封儀親王系第七代，不過不再遞降，仍舊是奉恩鎮國公。